# Davina Michelle
Michelle Davina Hoogendoorn (Nieuwerkerk aan den IJssel, 12 november 1995), bekend onder haar artiestennaam Davina Michelle, is een Nederlandse zangeres en YouTuber.

## Biografie
Hoogendoorn komt uit een gezin met drie kinderen. Rond haar vierde levensjaar was ze idolaat van Britney Spears. Ze nam zich voor de volgende Britney Spears te zijn, maar hield dat voor zich. Op het vervolgonderwijs begon ze, aangemoedigd door haar muziekleraar, met optredens voor de webcamera, maar postte deze niet voor haar klasgenoten. Voor haar achttiende verjaardag vroeg zij aan haar ouders een microfoon en software om haar stem met een betere kwaliteit op te kunnen nemen. Zij postte de opnames op de sociale media en niet alleen vrienden en familie waren enthousiast over het resultaat, maar ook viel zij op bij de songwriter- en productiegroep Sub-Bass Music Group, die potentie in haar zag. Sinds 2016 werkt zij voor haar eigen muziek en covers nauw samen met deze groep. Op 5 juni 2017 bracht zij haar debuutsingle Pillow met hen uit.

### Begin loopbaan
Hoogendoorn nam in 2016 deel aan het vijfde seizoen van het RTL 5-programma Idols. Tijdens haar auditie zong ze het nummer Nobody's Perfect van Jessie J, waarna ze door mocht naar de volgende ronde. Ze trad op tijdens de theaterronde waar ze Chandelier van Sia moest zingen. Hierna ging Michelle door naar de duettenronde, die gehouden werd op Bali. Tijdens deze ronde viel ze af en was haar Idols-avontuur over.

### YouTube
In februari 2017 startte Hoogendoorn onder haar artiestennaam Davina Michelle een YouTube-kanaal, waarop ze wekelijks een cover van een Engelstalig nummer plaatste. In augustus 2017 zong ze het nummer What About Us van de Amerikaanse zangeres P!nk. Een maand later noemde de Amerikaanse zangeres in het tijdschrift Glamour de cover geweldig en zei ze onder andere: "That's better than I will ever sound". Hierna ging de video van Davina Michelle viraal, waarna ze meerdere malen in programma's zoals RTL Late Night en De Wereld Draait Door en verschillende plaatsen in de Verenigde Staten optrad. In november 2022 was de betreffende video ruim twintig miljoen keer bekeken en had haar kanaal meer dan 1,5 miljoen abonnees.
In december 2017 bracht Davina Michelle in samenwerking met de Efteling en Sterre (gespeeld door Lilo van den Bosch) de single Ga uit. Deze diende als officiële soundtrack voor de musical Sprookjessprokkelaar, eveneens bedacht en gemaakt door de Efteling.

### Beste Zangers
In 2018 was Davina Michelle te zien in het elfde seizoen van het AVROTROS-programma Beste Zangers. In de vijfde aflevering vertolkte ze het nummer Duurt te lang van rapper Glen Faria alias MC Fit. Twee dagen na de uitzending belandde dit nummer op de eerste plaats van meest gedownloade nummers in iTunes. Later in 2018 behaalde het nummer de nummer 1-positie in zowel de Nederlandse Top 40 als de Mega Top 50 en de Nederlandse B2B Single Top 100. In november 2018 werd de single bekroond met een gouden plaat. Op 21 december 2018 verbrak het nummer een record: het stond 8 weken op de nummer 1-positie in de Nederlandse Top 40 en 6 weken op 1 in de Mega Top 50; nooit eerder stond een Nederlandse zangeres zo lang boven aan de hitlijsten. Het record was hiervoor in handen van Yvonne Keeley en Scott Fitzgerald, die begin 1978 met If I had words 7 weken op de nummer 1-positie stonden van de Nederlandse Top 40 en 6 weken op 1 in de Nationale Hitparade. In 2019 won Davina Michelle voor deze hit de award Muziekmoment van het jaar. Op 11 januari 2019 stond ze ruim 11 weken op de 1e plaats in de Nederlandse Top 40; hiermee werd ze de best scorende zangeres ooit in de Nederlandse Top 40 en versloeg ze de Canadese zangeres Céline Dion, die 10 weken op nummer 1 stond.

### Doorbraak
In maart 2019 kwam Davina Michelle met de opvolger van Duurt te lang, getiteld Skyward. Ook dit werd een grote hit in Nederland en was goed voor een gouden plaat. In april 2019 stond ze op Paaspop. In mei 2019 werkte ze samen met Marco Borsato en Armin van Buuren, waaruit Hoe het danst voortkwam. Dit nummer stond drie weken lang boven aan de Nederlandse Top 40 en leverde haar ook bekendheid op in Vlaanderen, waar het tien weken de Vlaamse Ultratop 50 aanvoerde. Hiermee was het nummer het langst op 1 genoteerde Nederlandstalige nummer van dat decennium in Vlaanderen. Ze stond in juni 2019 op Pinkpop.
Op 11 augustus 2019 stond Davina Michelle op het Malieveld in Den Haag in het voorprogramma van de Amerikaanse zangeres P!nk, die onder de indruk was van Hoogendoorns vertolking van What About Us. Diezelfde maand bracht ze het nummer Better Now uit, dat een bescheiden hitje werd in Nederland.
In februari 2020 bracht ze het nummer Beat Me uit; dit nummer diende als het officiële nummer voor de Grand Prix Formule 1 die dat jaar gehouden zou worden in Nederland op het Circuit van Zandvoort, maar door de coronapandemie niet doorging.
Door de epidemie trad Davina Michelle in maart 2020 vier keer op in een leeg Rotterdam Ahoy, met elke keer andere artiesten, onder wie Maan, Rolf Sanchez en Snelle. Samen met Snelle bracht ze er het nummer 17 miljoen mensen ten gehore, als eerbetoon aan alle mensen die hielpen in de strijd tegen het virus. Na veel lovende reacties besloten ze het een aantal dagen later officieel uit te brengen als single. Ze behaalde er haar derde nummer 1-hit mee. Tevens is het met een duur van één minuut en 47 seconden de kortste nummer 1-hit ooit in de Top 40.
Sinds juni 2020 is Davina Michelle als jurylid te zien in het televisieprogramma We Want More van SBS6. In het voorjaar van 2021 verzorgde Davina Michelle samen met Woodie Smalls de titelsong voor de seizoenen van Big Brother vanaf 2021 (de gezamenlijke seizoenen van Nederland en België).

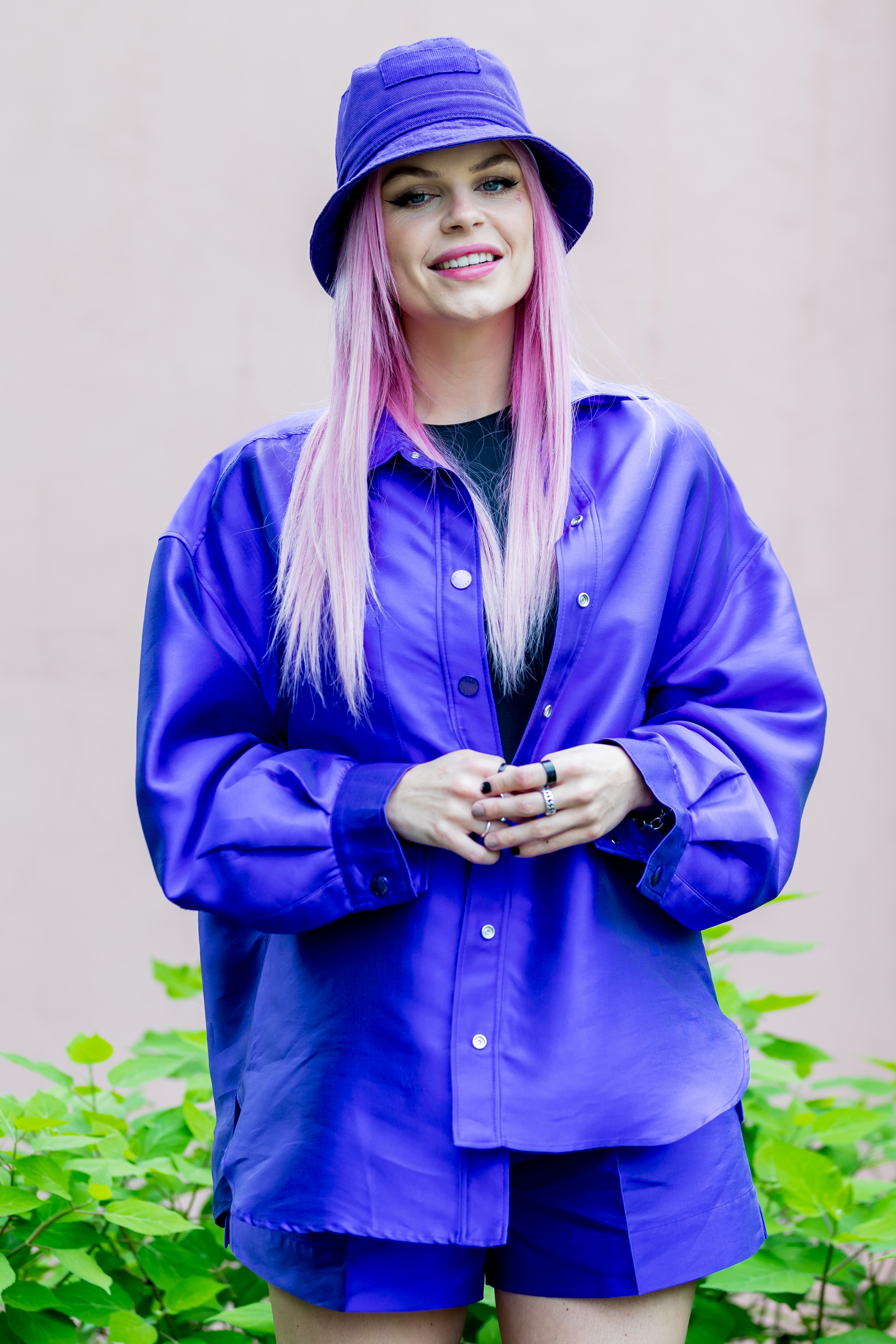
Davina Michelle (2023)

Davina Michelle was in maart en april 2021 onderdeel van de gelegenheidsformatie The Streamers, die tijdens de coronapandemie gratis livestream-concerten geven. Op 18 mei 2021 trad ze als intervalact tussen de inzendingen en de uitslag op tijdens de eerste halve finale van het Eurovisiesongfestival 2021 in Rotterdam met het nummer Sweet Water. Voor dit optreden met de naam 'The Power of Water' sprak actrice Thekla Reuten een introductie in en werden vele graphics en dansers gebruikt. Op 5 september 2021 zong ze het Wilhelmus voor Max Verstappen als winnaar van de Grand Prix Formule 1 van Nederland 2021.
In 2022 was Michelle te zien in het Vlaamse tv-programma Liefde voor muziek, waar ze onder andere Let the Music Play zong. Op 21 en 22 mei 2022 gaf Hoogendoorn twee shows in Ahoy onder de naam HYPER. Met de aankondiging van de concerten verscheen ook haar gelijknamige nieuwe single.
Op 6 januari 2023 bracht ze de single Heartbeat uit en in april was ze terug op Paaspop. Diezelfde maand bracht ze weer een single uit: This Is My Life. Later dit jaar volgden er nog twee singles, namelijk Dating The Devil en 17.
Op 15 maart 2024 kondigde ze het concert Higher in Ahoy aan en op diezelfde dag kwam de single I Said No Sir uit, die gaat over seksuele intimidatie.
Op 22 en 23 juni 2025 verzorgde ze het voorprogramma van Robbie Williams in de Johan Cruijff Arena. Ook zong ze samen met Williams het nummer Relight my fire, van Take That, waar Williams deel van uitmaakte, en Lulu.

## Discografie

### Albums
| Album            | Verschijnen       | Label             | Hitlijsten | Hitlijsten | Hitlijsten | Hitlijsten | Opmerkingen       |
| Album            | Verschijnen       | Label             | BE (VL)    | BE (VL)    | NL         | NL         | Opmerkingen       |
| Album            | Verschijnen       | Label             | Piek       | Weken      | Piek       | Weken      | Opmerkingen       |
| ---------------- | ----------------- | ----------------- | ---------- | ---------- | ---------- | ---------- | ----------------- |
| My Own World     | 21 augustus 2020  | 8ball Music       | 102        | 4          | 4          | 12         | Goud in Nederland |
| Gold Plated Love | 20 mei 2022       | Universal Records | 10         | 11         | —          | —          |                   |
| Higher           | 27 september 2024 | 8ball Music       | 78         | 1*         | 23         | 3          |                   |

### Singles
| Lied                                                 | Verschijnen       | Album            | Hitlijsten | Hitlijsten | Hitlijsten  | Hitlijsten  | Hitlijsten   | Hitlijsten   | Opmerkingen                                                          |
| Lied                                                 | Verschijnen       | Album            | BE (VL)    | BE (VL)    | NL (Top 40) | NL (Top 40) | NL (Top 100) | NL (Top 100) | Opmerkingen                                                          |
| Lied                                                 | Verschijnen       | Album            | Piek       | Weken      | Piek        | Weken       | Piek         | Weken        | Opmerkingen                                                          |
| ---------------------------------------------------- | ----------------- | ---------------- | ---------- | ---------- | ----------- | ----------- | ------------ | ------------ | -------------------------------------------------------------------- |
| Pillow                                               | 5 juni 2017       | —                | —          | —          | —           | —           | —            | —            | Debuutsingle                                                         |
| Duurt te lang                                        | 6 oktober 2018    | —                | tip1       | —          | 1 (11 wk)   | 27          | 1 (6 wk)     | 129          | NPO Radio 2 TopSong / 5× Platina in Nederland                        |
| Skyward                                              | 15 maart 2019     | My Own World     | —          | —          | 7           | 24          | 21           | 25           | Alarmschijf / Platina in Nederland                                   |
| Hoe het danst (met Marco Borsato & Armin van Buuren) | 8 mei 2019        | —                | 1 (10 wk)  | 43         | 1 (3 wk)    | 30          | 2            | 115          | NPO Radio 2 TopSong / 3× Platina in Nederland / 6× Platina in België |
| Better Now                                           | 9 augustus 2019   | My Own World     | —          | —          | 19          | 15          | 60           | 16           | Alarmschijf / Goud in Nederland                                      |
| Beat Me                                              | 28 februari 2020  | My Own World     | —          | —          | 9           | 21          | 18           | 26           | Platina in Nederland                                                 |
| 17 miljoen mensen (met Snelle)                       | 23 maart 2020     | —                | tip10      | —          | 1 (4 wk)    | 12          | 1 (5 wk)     | 19           | Alarmschijf / Platina in Nederland                                   |
| My Own World                                         | 8 juli 2020       | My Own World     | —          | —          | 17          | 15          | 46           | 18           | Alarmschijf / 538 Favourite                                          |
| Liar                                                 | 20 november 2020  | My Own World     | tip39      | —          | 39          | 3           | —            | —            |                                                                      |
| Big Brother (met Woodie Smalls)                      | 4 januari 2021    | —                | tip        | —          | tip22       | —           | —            | —            | Titelsong Big Brother 2021                                           |
| Nobody Is Perfect                                    | 19 maart 2021     | —                | —          | —          | 26          | 11          | 49           | 11           | 538 Favourite                                                        |
| Sweet Water                                          | 18 mei 2021       | Gold Plated Love | —          | —          | 13          | 12          | 29           | 13           | NPO Radio 2 TopSong / 538 Favourite / Goud in Nederland              |
| Hold On (met Armin van Buuren)                       | 10 september 2021 | Higher           | —          | —          | 13          | 18          | 34           | 18           | Alarmschijf / Goud in Nederland                                      |
| HYPER                                                | 17 december 2021  | Gold Plated Love | —          | —          | 20          | 8           | 58           | 7            | Alarmschijf / NPO Radio 2 TopSong / 538 Favourite                    |
| No Angel                                             | 8 april 2022      | —                | —          | —          | tip1        | —           | —            | —            |                                                                      |
| I Love Me More                                       | 8 september 2022  | —                | —          | —          | 34          | 9           | 91           | 1            |                                                                      |
| January Without You                                  | 9 december 2022   | —                | —          | —          | 30          | 3           | —            | —            | 538 Favourite                                                        |
| Heartbeat                                            | 5 januari 2023    | Higher           | —          | —          | 16          | 20          | 43           | 24           | NPO Radio 2 TopSong / 538 Favourite / Goud in Nederland              |
| Dating the Devil                                     | 4 augustus 2023   | —                | —          | —          | tip1        | —           | —            | —            |                                                                      |
| 17                                                   | 3 november 2023   | —                | —          | —          | 26          | 9           | —            | —            |                                                                      |
| I Said No Sir                                        | 15 maart 2024     | Higher           | —          | —          | 34          | 4           | —            | —            | Alarmschijf                                                          |
| All Is Ours                                          | 5 juli 2024       | Higher           | —          | —          | tip10       | —           | —            | —            |                                                                      |
| I Won't Let Go                                       | 27 september 2024 | Higher           | —          | —          | 13          | 17          | —            | —            | Alarmschijf                                                          |

### NPO Radio 2 Top 2000
| Nummers met noteringen in de NPO Radio 2 Top 2000    | '18 | '19 | '20  | '21  | '22  | '23  | '24  |
| ---------------------------------------------------- | --- | --- | ---- | ---- | ---- | ---- | ---- |
| 17 miljoen mensen (met Snelle)                       | ×   | ×   | -    | 1003 | -    | -    | -    |
| Beat Me                                              | ×   | ×   | -    | 1373 | -    | -    | -    |
| Duurt te lang                                        | 477 | 144 | 367  | 518  | 892  | 725  | 868  |
| Hoe het danst (met Marco Borsato & Armin van Buuren) | ×   | -   | 375  | 526  | 1366 | 1180 | 1261 |
| Hold On (met Armin van Buuren)                       | ×   | ×   | ×    | -    | 1978 | -    | -    |
| Skyward                                              | ×   | -   | 1611 | 1791 | -    | -    | -    |

1. ↑  Een '-' betekent dat het nummer niet was genoteerd, een '×' betekent dat het nummer nog niet was uitgebracht en een vetgedrukt getal geeft de hoogste notering van een nummer aan.
2. ↑  2018 was het eerste jaar met een notering voor Davina Michelle.

## Prijzen en nominaties
| Jaar | Prijs          | Categorie                              | Resultaat   | Opmerkingen                                    |
| ---- | -------------- | -------------------------------------- | ----------- | ---------------------------------------------- |
| 2018 | TOP 2000 Award | Hoogste nieuwe Nederlandse binnenkomer | Gewonnen    | [ 29 ]                                         |
| 2018 | Hashtag Award  | Beste Muziekvideo                      | Genomineerd | met de videoclip van het nummer Duurt te lang. |
| 2019 | 100% NL Award  | Muziekmoment van het jaar              | Gewonnen    | [ 30 ]                                         |
| 2019 | 100% NL Award  | Talent van het jaar                    | Gewonnen    | [ 31 ] [ 32 ]                                  |
| 2019 | 100% NL Award  | Hit van het jaar                       | Gewonnen    | [ 31 ] [ 32 ]                                  |
| 2019 | 100% NL Award  | Zangeres van het jaar                  | Genomineerd | [ 31 ] [ 32 ]                                  |
| 2019 | Edison         | Beste nieuwkomer                       | Gewonnen    | [ 33 ]                                         |
| 2020 | 100% NL Award  | Zangeres van het jaar                  | Gewonnen    | [ 34 ]                                         |
| 2020 | 100% NL Award  | Hit van het jaar                       | Gewonnen    | [ 34 ]                                         |
| 2021 | Top 40 Award   | Beste Live Act nationaal               | Gewonnen    | [ 35 ]                                         |
| 2021 | Edison         | Pop                                    | Gewonnen    |                                                |
| 2022 | Edison         | Pop                                    | Gewonnen    | [ 36 ]                                         |